# Eierplätzchen

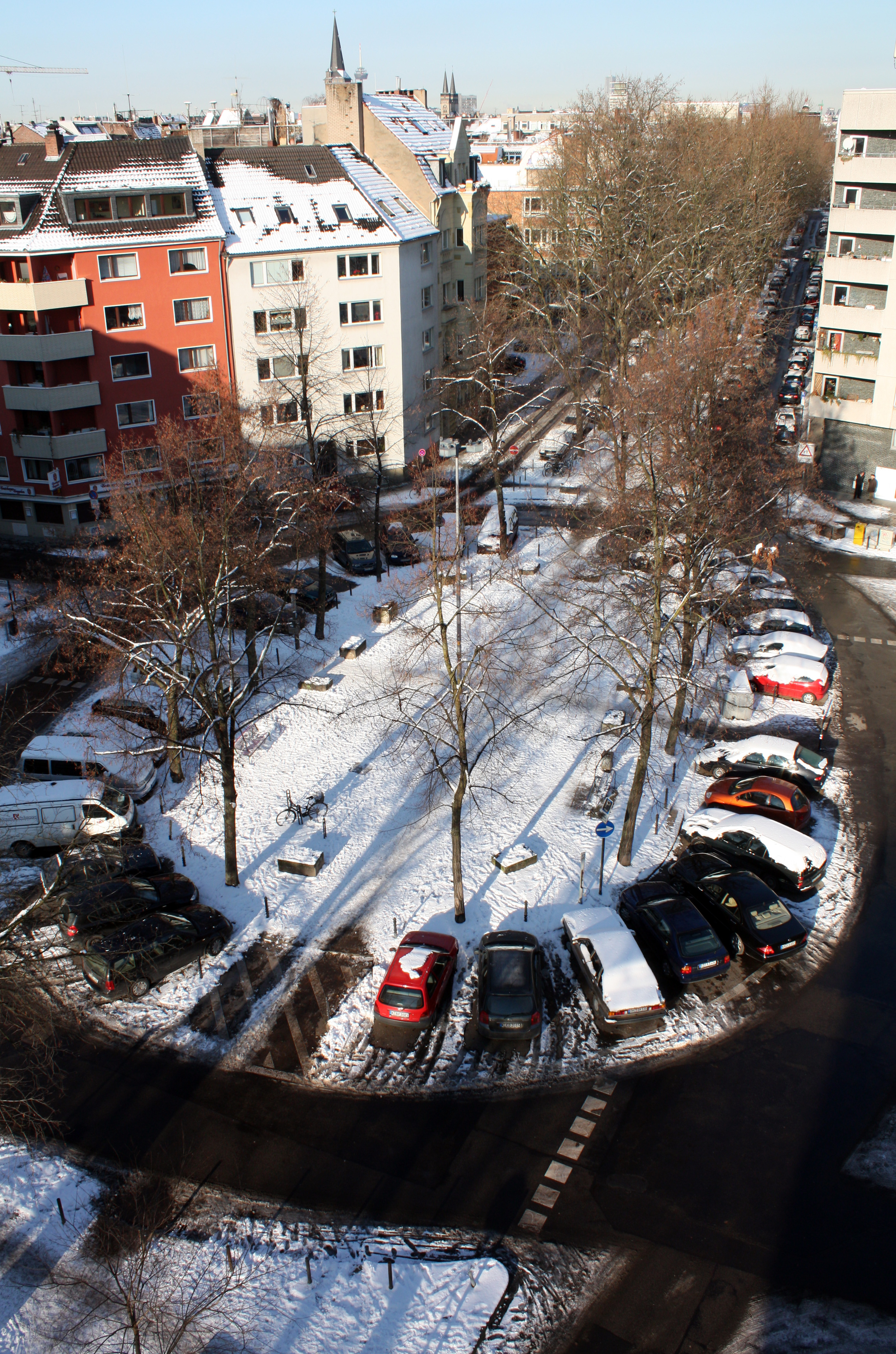
Eierplätzchen

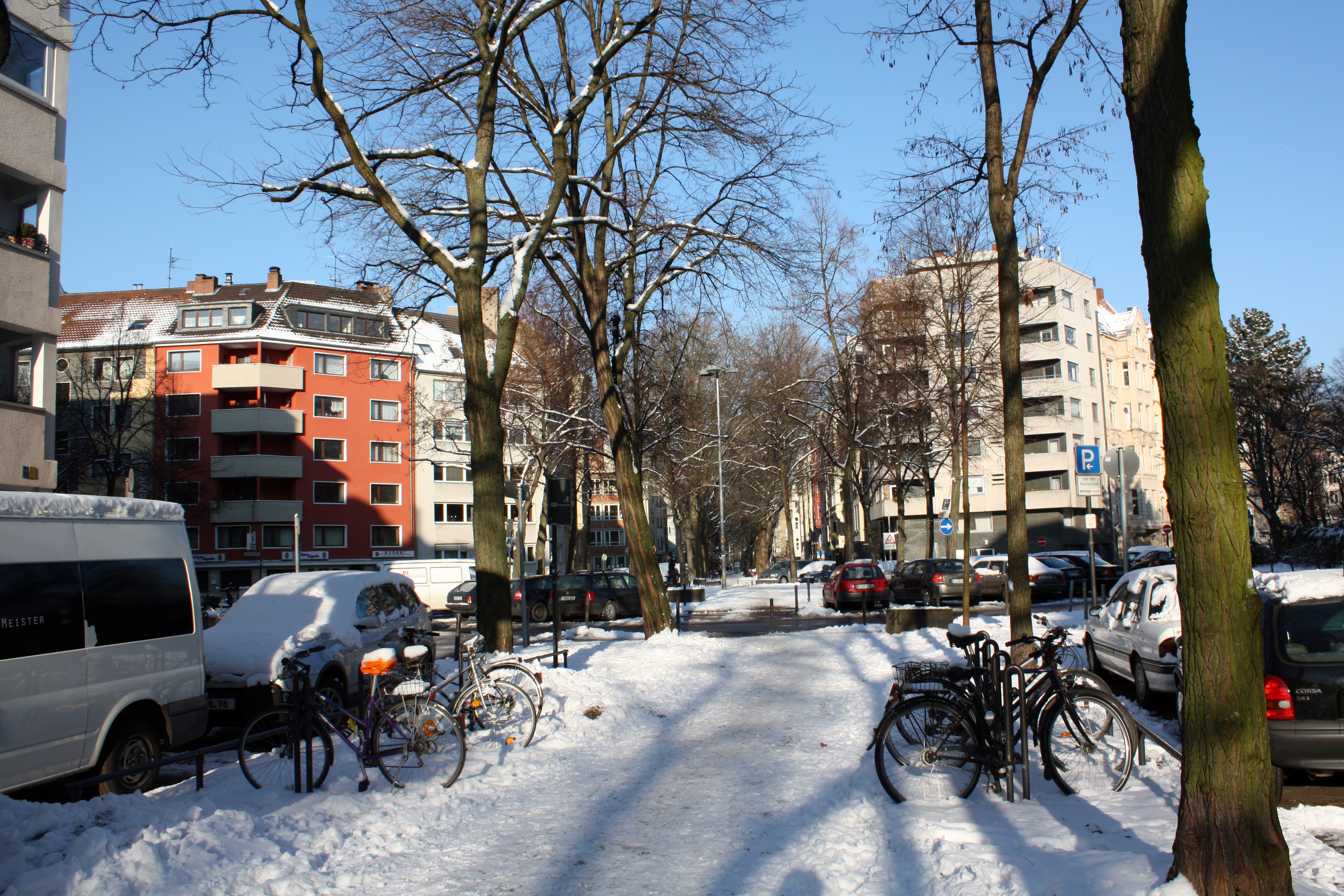
Eierplätzchen

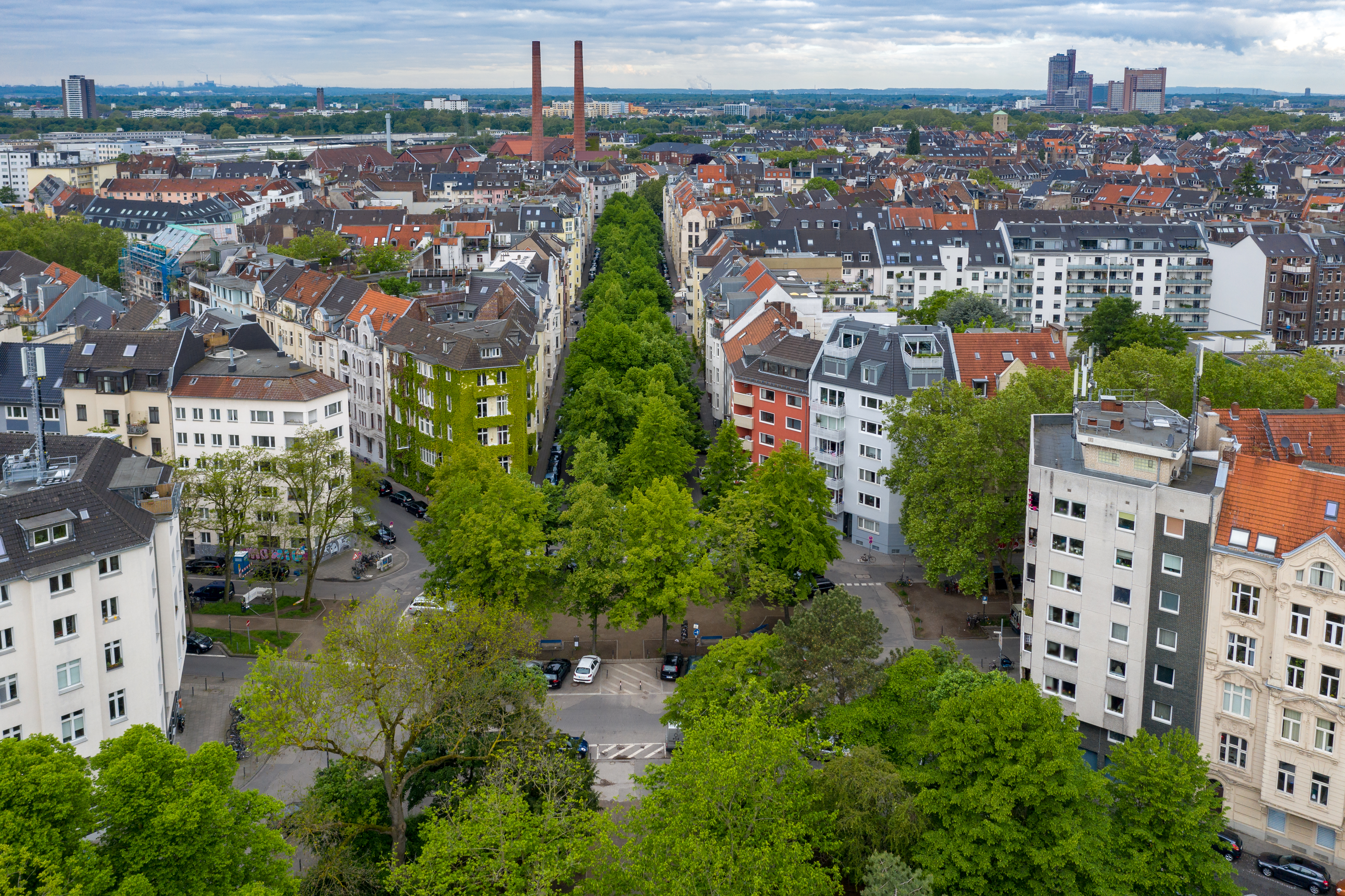
Blick über das Eierplätzchen in die Teutoburger Straße

Das Eierplätzchen ist ein kleiner ovaler Platz in der Kölner Neustadt im Veedel Südstadt anschließend an den Römerpark. Es trägt diesen Platznamen aber nicht offiziell.

## Lage
Am Eierplätzchen treffen sternförmig, gemäß der Stadtplanung der Kölner Neustadt durch Josef Stübben nach 1887, sechs Wohnstraßen zusammen: Teutoburger Straße, Mainzer Straße vom Ubierring kommend und jenseits des Rondells zur Alteburger Straße weiterführend; Trajan- und Titusstraße rahmen den dreieckigen Römerpark ein; schließlich erinnert die Eburonenstraße an die Widersacher der entsprechend jenseitig des Platzes verewigten Römer Trajan und Titus. Jenseits der Teutoburger Straße führt ein Weg als Sichtachse zum Gebäude der 1907/8 gebauten Handelshochschule Köln, den Hauptgebäuden der heutigen Fachhochschule Köln. Die Anlage ist auch deshalb oval, weil die zusammentreffenden Straßen nicht gleich breit gebaut sind.

## Gestaltung
Der Verkehr wird ringförmig als Einbahnstraße (Mainzer Straße) um das Oval herumgeführt. Die Innenfläche besteht aus festgetretenem Boden und 12 Linden und wird mittig von zwei Fußwegen in Ost-West- sowie in Nord-Süd-Richtung gekreuzt. Die Anlage fungiert als Endpunkt der Allee der Teutoburger Straße und leitet zum anschließenden Römerpark über.

## Name
Die Kölner Stadtoberen sahen bisher keine Veranlassung für eine Benennung. Nicht so die Kölner, die ihm den Namen Eierplätzchen gaben. Dass der Name so auch noch ein Synonym für eine beliebte Backware ist, kommt dem Kölner Brauch, Spezialitäten wie den Kölschen Kaviar oder den Halven Hahn auch speziell zu benennen, entgegen.

## Nutzung
Der Platz liegt in der Kölner Südstadt, einem kulturell und studentisch geprägten Viertel. Es ist deshalb nicht verwunderlich, dass der Platz als Anfangs- oder Zielort von Veranstaltungen genutzt wird.
Im Café am Römerpark, Ecke Teutoburger Straße, verkehrt gerne die Kölner Szene. Gelegentlich spielt auf dem Platz eine informelle Band: Die Eierplätzchenbänd.